# Airdrie (stacja kolejowa)
Airdrie (ang: Airdrie railway station) – stacja kolejowa w miejscowości Airdrie, w hrabstwie North Lanarkshire, w Szkocji. Jest własnością First ScotRail i jest zarządzana przez East Midlands Trains (EMT). Znajduje się na North Clyde Line, 18 km na wschód od Glasgow Queen Street.

## Historia
Otwarta przez Bathgate and Coatbridge Railway i wchłonięta do North British Railway, stała się częścią London and North Eastern Railway podczas ugrupowania w 1923. Następnie stacja została przekazana do Scottish Region of British Railways w 1948 roku. Po nacjonalizacji Kolei Brytyjskich była zarządzana przez Strathclyde Partnership for Transport, które przekształciło się w ScotRail, gdy wprowadzono sektoryzację kolei, przed prywatyzacją British Rail.
W ramach Airdrie-Bathgate Rail Link stacja została zmodernizowana, w tym przywrócono drugi peron z możliwością obsługi 9 wagonów naprzeciwko obecnego toru nr 2, który został przedłużony i wybudowano duży parking.

## Linie kolejowe
- North Clyde Line